# Luis Alfredo Sierra
Luis Alfredo Sierra (Cartagena, Bolívar, Colombia; 26 de junio de 1988) es un futbolista colombiano. Juega de mediocampista.

## Clubes
| Club                 | País                | Año                 | Partidos | Goles                        |
| -------------------- | ------------------- | ------------------- | -------- | ---------------------------- |
| Expreso Rojo         | Colombia            | 2006                | 1        | 0                            |
| Real Cartagena       | Colombia            | 2008 - 2013         | 160      | 1                            |
| Deportivo Anzoátegui | Venezuela           | 2013                | 10       | 0                            |
| América de Cali      | Colombia            | 2013 - 2014         | 43       | 0                            |
| Atlético Bucaramanga | Colombia            | 2015 - 2016         | 41       | 0                            |
| Deportivo Pasto      | Colombia            | 2017                | 28       | 0                            |
| Once Caldas          | Colombia            | 2018                | 10       | 0                            |
| Real Cartagena       | Colombia            | 2019                | 34       | Retirado 30 de junio de 2019 |
| Total en su carrera  | Total en su carrera | Total en su carrera | 327      | 1                            |

## Palmarés

### Campeonatos nacionales
| Título    | Club                 | País     | Año  |
| --------- | -------------------- | -------- | ---- |
| Primera B | Real Cartagena       | Colombia | 2008 |
| Primera B | Atlético Bucaramanga | Colombia | 2015 |